# Wet van de communicerende vaten

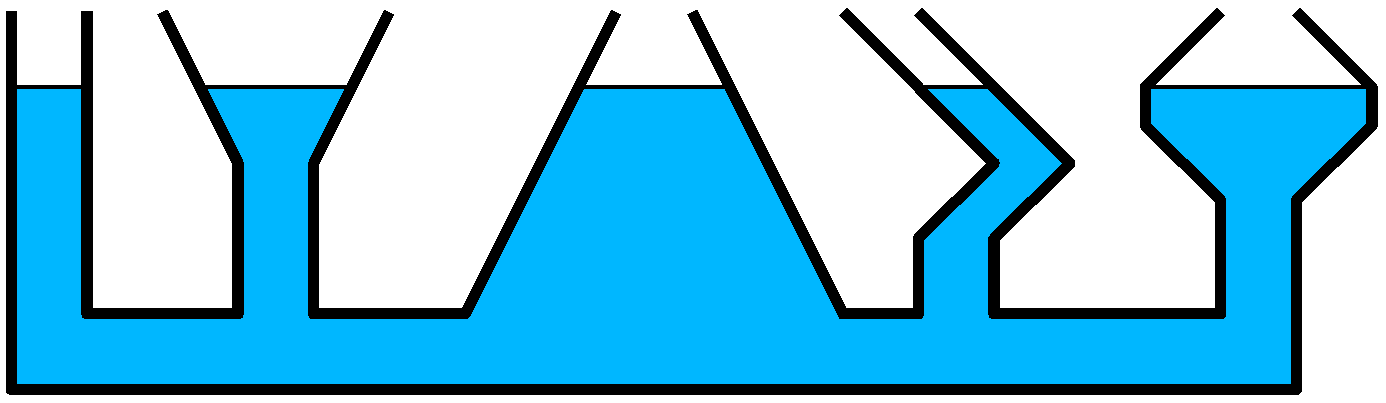
Communicerende vaten

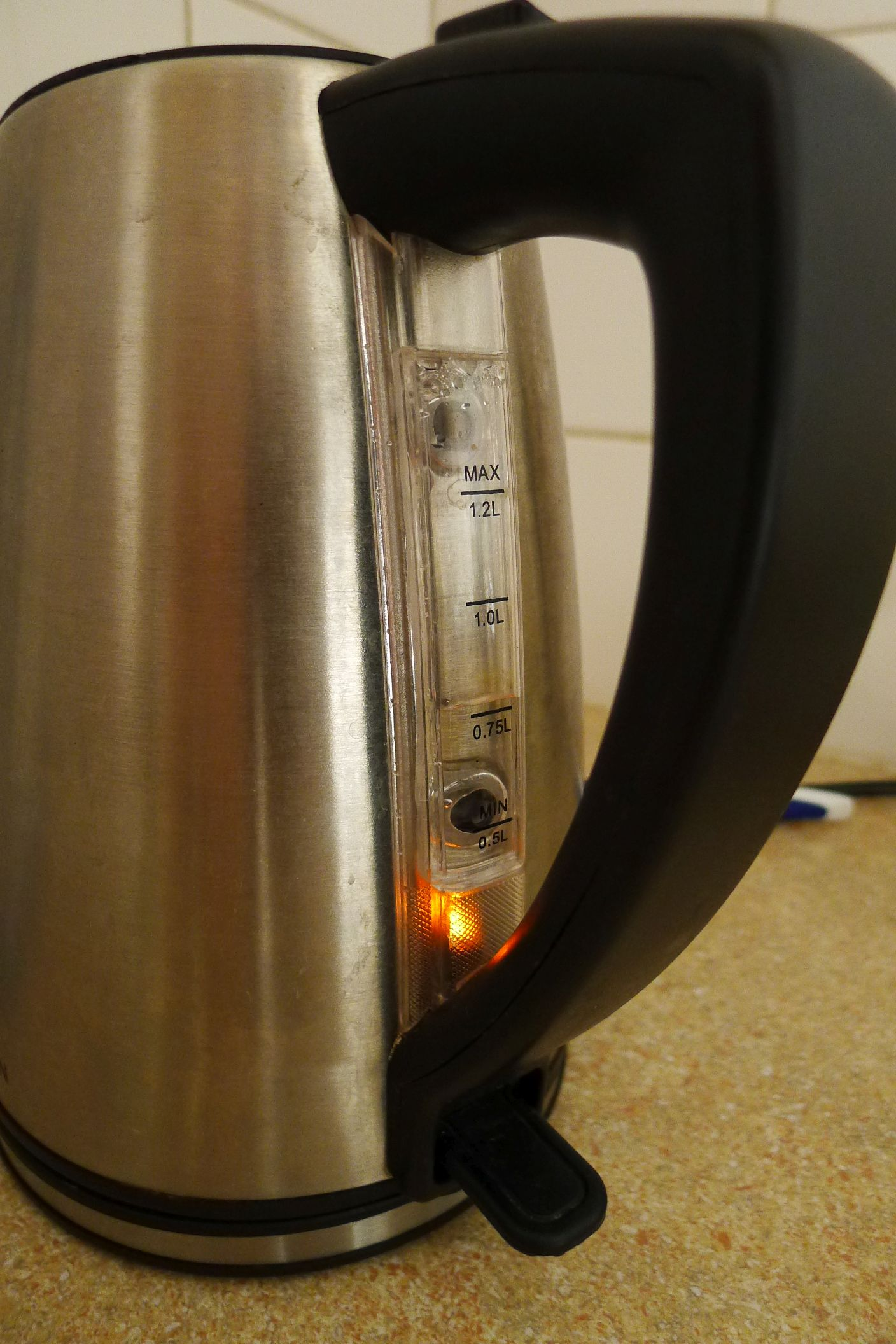
Peilglas van een waterkoker

De wet van de communicerende vaten is een regel uit de natuurkunde die aangeeft dat in open reservoirs met vloeistof die onderling onder het niveau van de vloeistof zijn verbonden, het vloeistofpeil in alle reservoirs even hoog staat. Het communicerende vaten in de naam betekent dat er tussen de vaten onderling onder het niveau van de vloeistof een open verbinding is. Zodra er een verstoring van het vloeistofpeil optreedt, kan daardoor een uitwisseling van vloeistof plaatsvinden, zodat het evenwicht wordt hersteld. De wet is alleen van toepassing op open vaten waarin zich een homogene vloeistof bevindt waarboven een gelijke luchtdruk heerst. De snelheid waarmee de vloeistofniveaus aan elkaar gelijk worden gemaakt, hangt af van de doorstroomopening van de verbinding en de viscositeit van de vloeistof. De wet is gebaseerd op het natuurkundige feit dat in deze situatie de druk in de vloeistof gelijkelijk is verdeeld.
Communicerende vaten zoals in deze wet bedoeld komen in de praktijk niet frequent voor. In veel situaties waarin vaten wel met elkaar in verbinding staan, heerst in ten minste een van de vaten een afwijkende (lucht)druk, bijvoorbeeld omdat het een gesloten vat betreft, en is de wet niet van toepassing. Een gieter en een koffie- of theekan zijn concrete voorbeelden waarin de wet van toepassing is. Het waterpeil in de tuit is altijd even hoog als in het waterreservoir. Dit geldt zolang de positie van beide dusdanig is dat er geen vloeistof wegstroomt. Een peilbuis aan een vloeistofreservoir, zoals een koffiezetapparaat of een waterkoker is eveneens een praktische toepassing van communicerende vaten. Er schuilt een voordeel in deze toepassing, de turbulentie van het kokende water dringt minder door in de dunne buis, zodat het afleespeil rustiger is. Een rietje in een glas met vloeistof is een voorbeeld van een bijzondere vorm van communicerende vaten. De 'vaten' zijn namelijk concentrisch, het ene bevindt zich binnen het andere. Een open pipet dat in de vloeistof wordt gestoken, is net zo'n systeem. Zodra de opening echter wordt gesloten, heerst er boven de vloeistof een andere druk en gaat de wet niet meer op. Als de diameter van het rietje te klein is en er sprake is van een capillariteit waardoor het waterniveau hoger is dan normaal, is de wet ook niet meer van toepassing.
In de natuur is de kans dat waterbekkens ondergronds met elkaar of met een meer, zee of oceaan verbonden zijn reëel. Als de afmetingen en afstanden groot zijn bestaat de kans dat luchtdruk verschilt, waardoor de niveaus niet meer aan elkaar gelijk kunnen zijn. Verschillen in dichtheid, bijvoorbeeld door zout, zilt, brak en zoetwater of door temperatuurverschillen, kunnen ook voor niet-corresponderende niveaus zorgen. Bovendien kan de doorstroming in de verbindende watergang beperkend werken, waardoor de snelheid van vereffening traag is.
Pythagoras heeft in de klassieke oudheid de Beker der rechtvaardigheid bedacht, waarvan de werking zowel met de wet van de communicerende vaten als met het principe van overhevelen wordt verklaard. Hij gebruikte de beker als metafoor voor bescheidenheid. 

## Wanneer de wet niet geldt

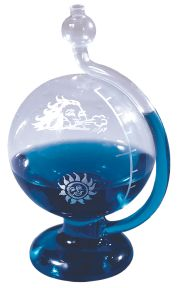
Waterbarometer

Als vaten wel zijn verbonden, maar de omstandigheden rond de vaten verschillen, doordat bijvoorbeeld de luchtdruk boven een van vaten afwijkt, zullen de vloeistofniveaus niet gelijk worden. Er is dan niet aan de voor de wet nodige voorwaarden voldaan. Drukverschil ontstaat bijvoorbeeld als een van de vaten luchtdicht is afgesloten. Een vloeistofbarometer heeft twee reservoirs die met elkaar in verbinding staan. Het ene is met de atmosfeer verbonden, in het andere heerst een vacuüm. De wet geldt dus niet, maar het niveauverschil is wel een maat voor de atmosferische druk. In een pipet met ballon dat in een vloeistof wordt gehouden, heerst in de ballon een andere druk dan eromheen. Een sifon wordt gebruikt om de lucht in een gesloten vat af te sluiten van de atmosferische druk. Hier is het verschil tussen de niveaus in beide vaten een indicatie voor het drukverschil. Een hydraulische krik heeft twee gesloten, onderling verbonden reservoirs.

## Ladingsvereffening
- Een analogie van de wet op de communicerende vaten is de ladingsvereffening van statische elektriciteit.